# Clavoserixia bifasciata
Clavoserixia bifasciata là một loài bọ cánh cứng trong họ Cerambycidae.